# Nové Pavlovice
Nové Pavlovice (německy Neu Paulsdorf) je část města Liberec. Nachází se na severu Liberce. Liberec XIII-Nové Pavlovice leží v katastrálním území Nové Pavlovice o rozloze 0,51 km².

## Historie
První písemná zmínka o vesnici pochází z roku 1691.

## Rodáci
- Karel Buchtela (1864–1946), český právník a archeolog